# La Neuville-Bosmont
Pour les articles homonymes, voir Neuville.
La Neuville-Bosmont est une commune française située dans le département de l'Aisne, en région Hauts-de-France.

## Géographie
- 1Carte dynamique
- 2Carte OpenStreetMap
- 3Carte topographique
- 4Carte avec les communes environnantes
- 2Entrée du village

### Hydrographie
La commune est située dans le bassin Seine-Normandie. Elle est drainée par la Serre,.
La Serre, d'une longueur de 96 km, prend sa source dans la commune de La Férée, à 265 m d'altitude, et se jette  dans l'Oise (rive gauche) à Danizy, à 52 m d'altitude, après avoir traversé 39 communes.

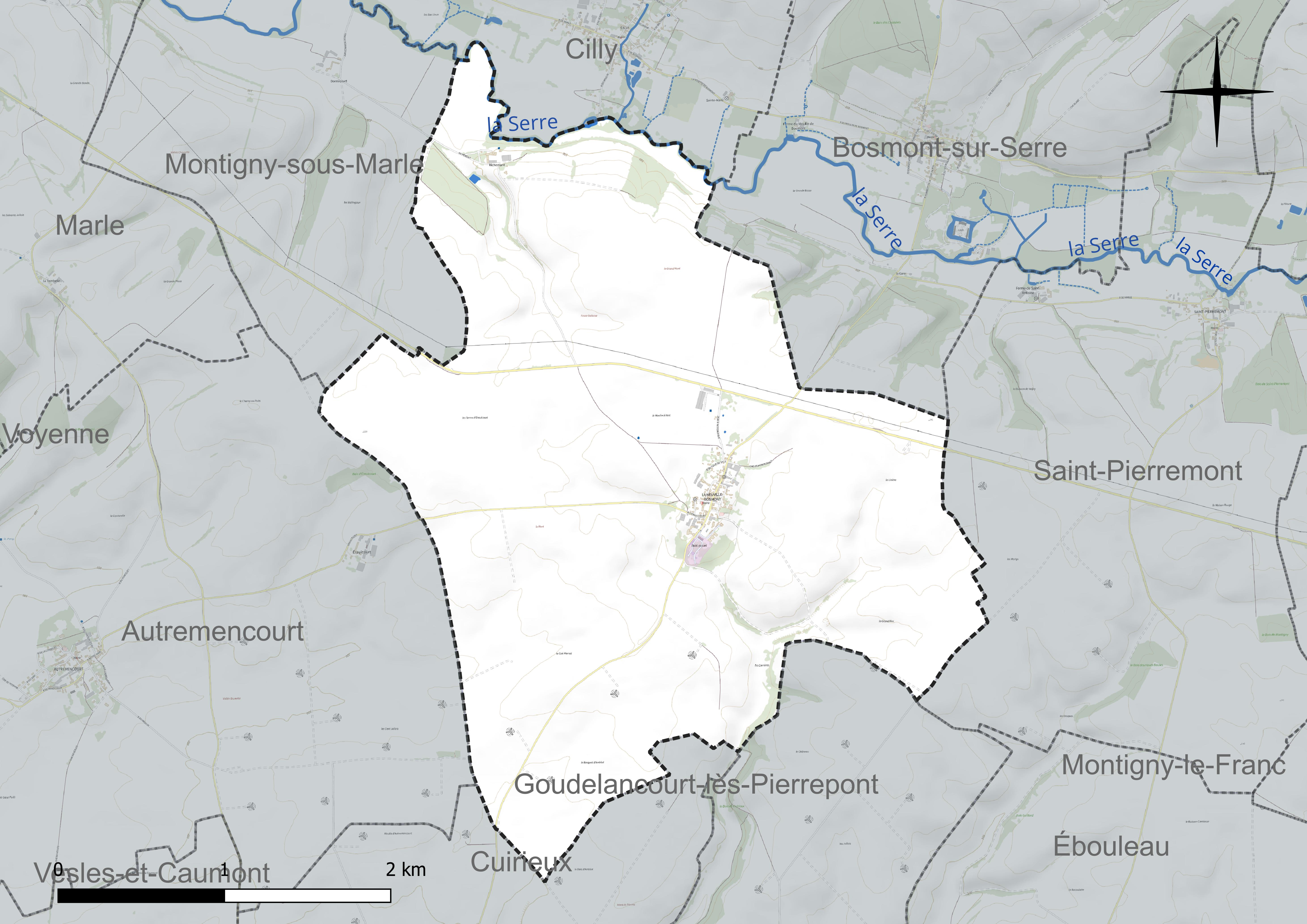
Réseau hydrographique de la Neuville-Bosmont.

### Climat
Pour des articles plus généraux, voir Climat des Hauts-de-France et Climat de l'Aisne.
En 2010, le climat de la commune est de type climat océanique dégradé des plaines du Centre et du Nord, selon une étude du CNRS s'appuyant sur une série de données couvrant la période 1971-2000. En 2020, Météo-France publie une typologie des climats de la France métropolitaine dans laquelle la commune est exposée à un climat océanique altéré et est dans la région climatique Nord-est du bassin Parisien, caractérisée par un ensoleillement médiocre, une pluviométrie moyenne régulièrement répartie au cours de l'année et un hiver froid (3 °C).
Pour la période 1971-2000, la température annuelle moyenne est de 10 °C, avec une amplitude thermique annuelle de 15,3 °C. Le cumul annuel moyen de précipitations est de 805 mm, avec 12,4 jours de précipitations en janvier et 9,3 jours en juillet. Pour la période 1991-2020, la température moyenne annuelle observée sur la station météorologique la plus proche, située sur la commune de Gizy à 13 km à vol d'oiseau, est de 11,0 °C et le cumul annuel moyen de précipitations est de 724,1 mm,. Pour l'avenir, les paramètres climatiques de la commune estimés pour 2050 selon différents scénarios d'émission de gaz à effet de serre sont consultables sur un site dédié publié par Météo-France en novembre 2022.

## Urbanisme

### Typologie
Au 1er janvier 2024, La Neuville-Bosmont est catégorisée commune rurale à habitat dispersé, selon la nouvelle grille communale de densité à 7 niveaux définie par l'Insee en 2022.
Elle est située hors unité urbaine. Par ailleurs la commune fait partie de l'aire d'attraction de Laon, dont elle est une commune de la couronne,. Cette aire, qui regroupe 106 communes, est catégorisée dans les aires de 50 000 à moins de 200 000 habitants,.

### Occupation des sols
L'occupation des sols de la commune, telle qu'elle ressort de la base de données européenne d'occupation biophysique des sols Corine Land Cover (CLC), est marquée par l'importance des territoires agricoles (97,2 % en 2018), une proportion identique à celle de 1990 (97,2 %). La répartition détaillée en 2018 est la suivante : 
terres arables (97,2 %), zones urbanisées (2,8 %).
L'évolution de l'occupation des sols de la commune et de ses infrastructures peut être observée sur les différentes représentations cartographiques du territoire : la carte de Cassini (XVIIIe siècle), la carte d'état-major (1820-1866) et les cartes ou photos aériennes de l'IGN pour la période actuelle (1950 à aujourd'hui).

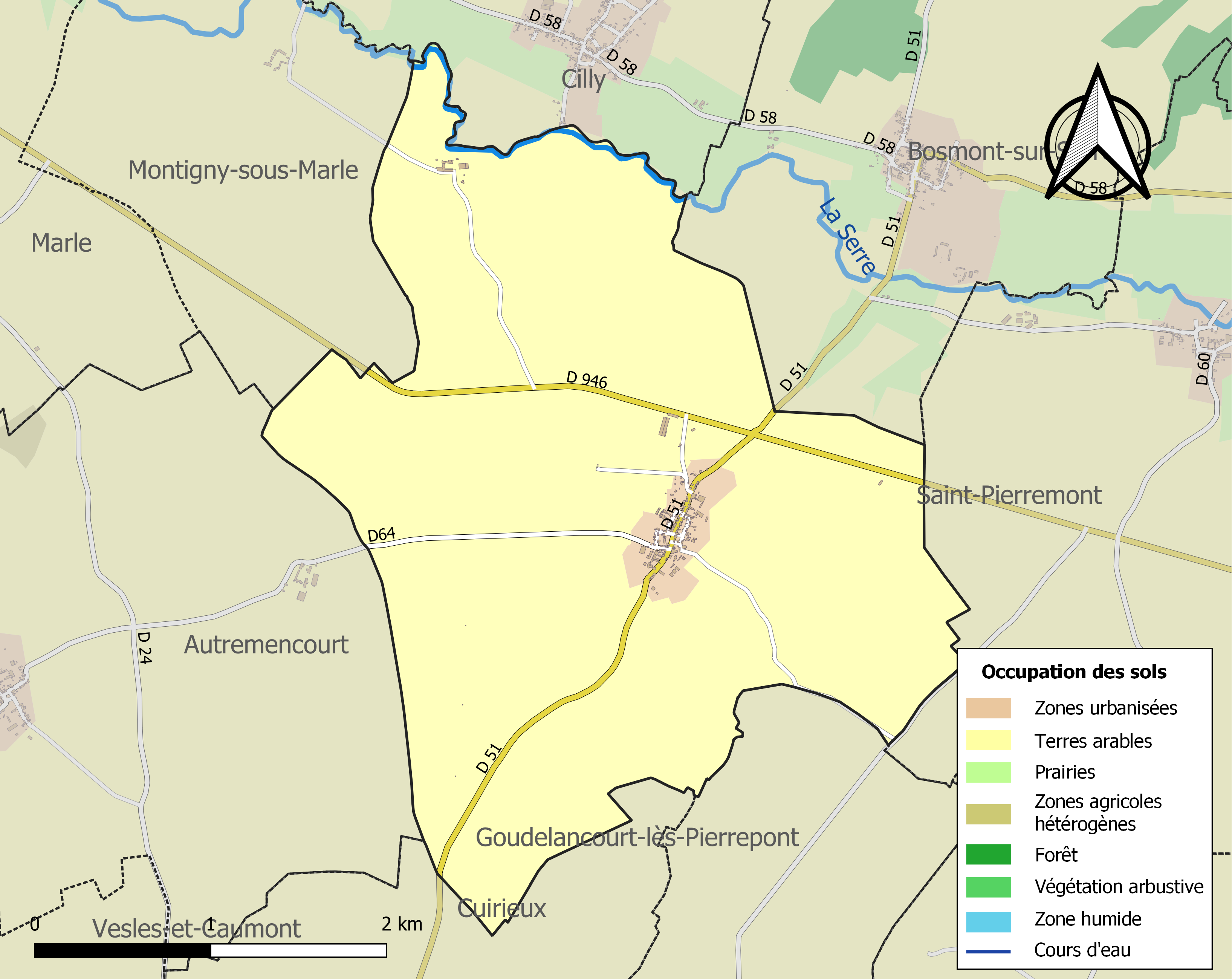
Carte de l'occupation des sols de la commune en 2018 (CLC).

## Toponymie
Le nom du village est attesté pour la première fois en 1245 dans un cartulaire de l'abbaye de Thenailles sous l'appellation latine de Novovilla-de-Bomont. Le nom évoluera encore de nombreuses fois en fonction des différents transcripteurs : Vovavilla-de-Boumont, Novavilla-de-Boomont, Nuef-vile-de-Beomont en 1389, Neiville-de-Bomont, Neufville-de-Bomont, Neufville-de-Bosmont, Paroisse Notre-Dame-de-la-Neufville-Bosmont, Neufville-Beaumont, Neuville-Beaumont puis Neuville-Bômont sur la carte de Cassini vers 1750 et enfin l'appellation actuelle La Neuville-Bosmont au XIXe siècle
.

De l'adjectif de l'oïl neuve et ville « village ».
Bosmont est attesté sous les formes Bolmunt (1132) ; Bealmont (1165) ; Territorium de Boulmunt (1169) ; Boemont (1213) ; Boumont (1216) ; Bomont (1231) ; Boomont (1245) ; Beaumont (1405) ; Paroisse Sainct-Remy-de-Bomont (1675).
Richemont était un fief et un château situé sur le territoire de la commune de La Neuville-Bosmont. Le nom est cité pour la première fois en 1270 : Ruichemont, Ruschemont, Ruissemont, Ecclesia Sancte Marie Magdelena de Roucemont.

Richemont formait autrefois  avec Certeau une paroisse sous le vocable de Sainte-Marie-Madeleine. Cette ferme a été unie à La Neuville-Bosmont par arrêté du 17 novembre 1791
.
Le manoir seigneurial était au lieu-dit le Bas-Lieu[réf. nécessaire].

## Histoire
|  |  |  |

Carte de Cassini
La carte de Cassini montre qu'au XVIIIe siècle, Neuville-Bômont  est une paroisse avec un château. Au nord-ouest, le hameau et le château de Richemont qui formaient alors avec Certeaux une commune indépendante sont représentés.
Dans sa monographie écrite en 1888, M. Faucheur écrit Jusqu'à la Révolution, Richemont formait avec Certeaux (qui est complètement disparu en 1888) une commune indépendante avec un état-civil et une église qui fut brûlée au début du XVIIIe siècle puis reconstruite en 1757 bien qu'il n'y avait plus qu'une trentaine d'habitants dans le village.

Une auberge ,aujourd'hui complètement disparue ,appelée Constantine existait encore avant la guerre 14 sur la route allant de Marle à Montcornet à l'angle de la route de Bosmont-sur-Serre.

Avant la Révolution, l'abbé de l'abbaye de Thenailles, et le chapitre de Saint-Laurent de Rozoy-sur-Serre, sont les gros décimateurs de la paroisse de La Neuville-Bosmont.

Première Guerre mondiale

Le 29 août 1914, soit moins d'un mois après la déclaration de la guerre, le village est occupé par les Allemands après la défaite de l'armée française lors de la bataille de Guise. Pendant toute la guerre, La Neuville-Bosmont restera loin du front qui se stabilisera à environ 150 km à l'est aux alentours de Péronne. Les habitants vivront sous le joug de l'ennemi: réquisitions de logements, de matériel, de nourriture, travaux forcés.
 
Ce n'est que le 7 novembre 1918 que le village sera libéré.
Sur le monument aux morts sont écrits les noms des 14 soldats de la commune morts au Champ d'Honneur  lors de la Grande Guerre  et des 13 victimes civiles décédées de faits de guerre.
Dans l'immédiat d'après guerre, le 26 décembre 1920, le conseil municipal de Langogne (Lozère) adopte la commune afin de l'aider à se reconstruire. Il s'engage à lui verser la somme de 250 francs par an pendant cinq ans et invite les cantons de Grandrieu, Villefort et Châteauneuf à se joindre à lui. Il décide également que le jour de la fête votive à Langogne une vente d'insignes sera effectuée et que la recette sera reversée à la Neuville-Bosmont.

## Politique et administration

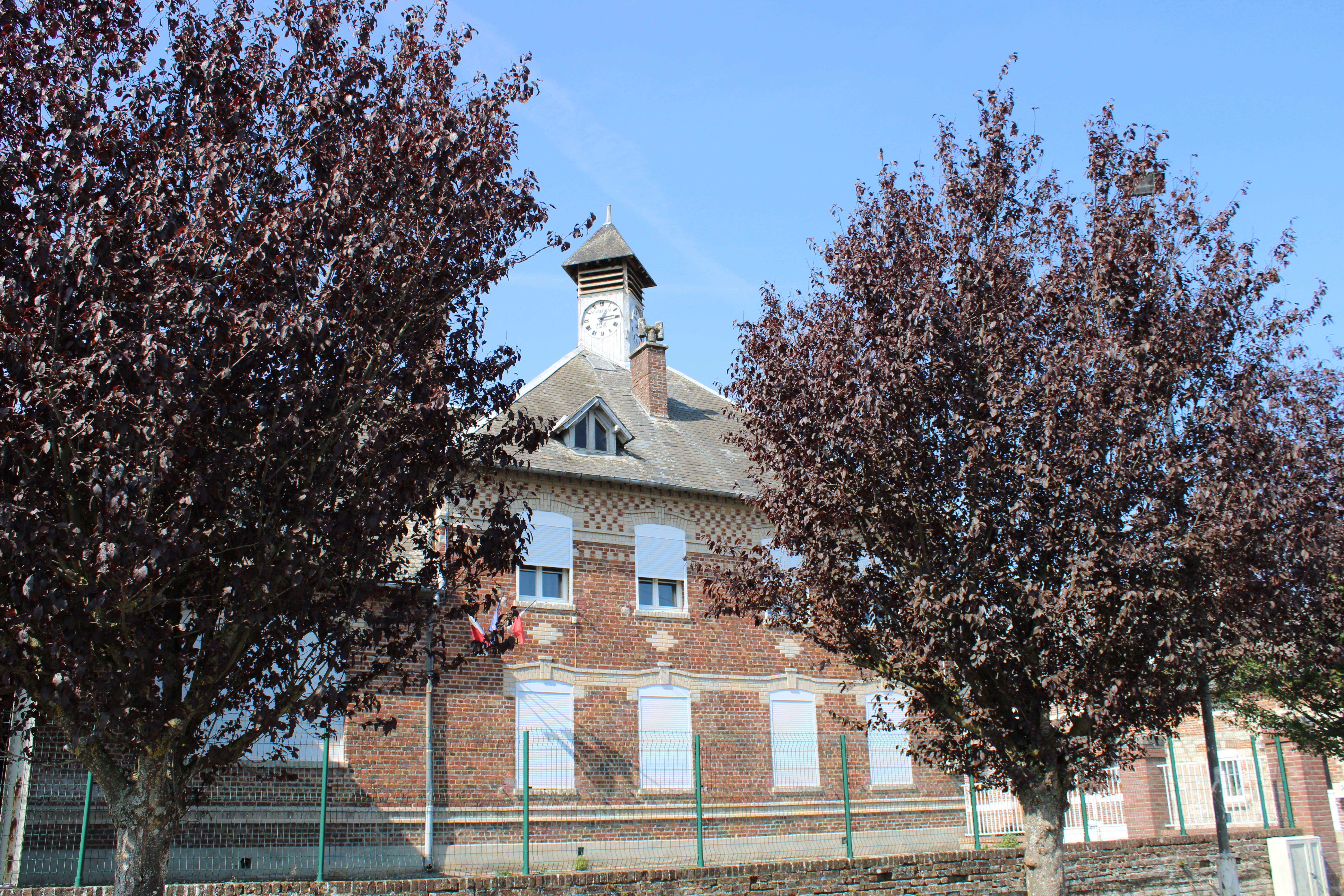
La mairie.

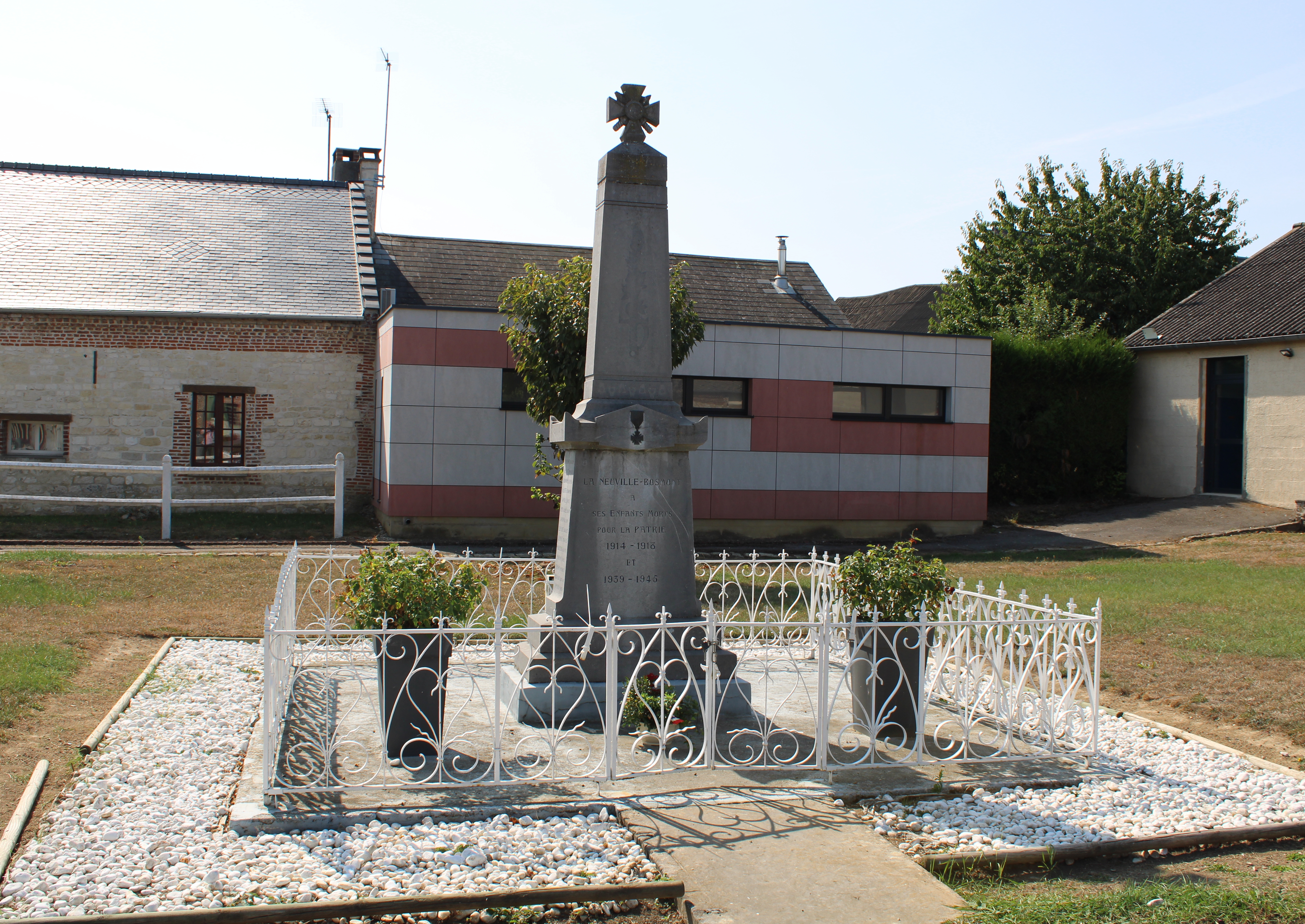
Le monument aux morts.

### Découpage territorial
La commune de Neuville-Bosmont est membre de la communauté de communes du Pays de la Serre, un établissement public de coopération intercommunale (EPCI) à fiscalité propre créé le 17 décembre 1992 dont le siège est à Crécy-sur-Serre. Ce dernier est par ailleurs membre d'autres groupements intercommunaux.
Sur le plan administratif, elle est rattachée à l'arrondissement de Laon, au département de l'Aisne et à la région Hauts-de-France. Sur le plan électoral, elle dépend du  canton de Marle pour l'élection des conseillers départementaux, depuis le redécoupage cantonal de 2014 entré en vigueur en 2015, et de la troisième circonscription de l'Aisne  pour les élections législatives, depuis le dernier découpage électoral de 2010.

### Administration municipale
| Période                                  | Période                       | Identité            | Étiquette | Qualité                       |
| ---------------------------------------- | ----------------------------- | ------------------- | --------- | ----------------------------- |
| Les données manquantes sont à compléter. |                               |                     |           |                               |
| avant 1877                               | après 1879                    | Thiébaut            |           |                               |
| mars 1971                                | 2014                          | Gilbert Dumoulin    |           |                               |
| 2014                                     | 2017                          | Jules-Albert Gernez | DVD       | Retraité agricole (Démission) |
| décembre 2017                            | mai 2020                      | Jean-Jacques Detrez |           |                               |
| mai 2020                                 | En cours (au 13 juillet 2020) | Bruno Lebeau        |           |                               |

## Démographie

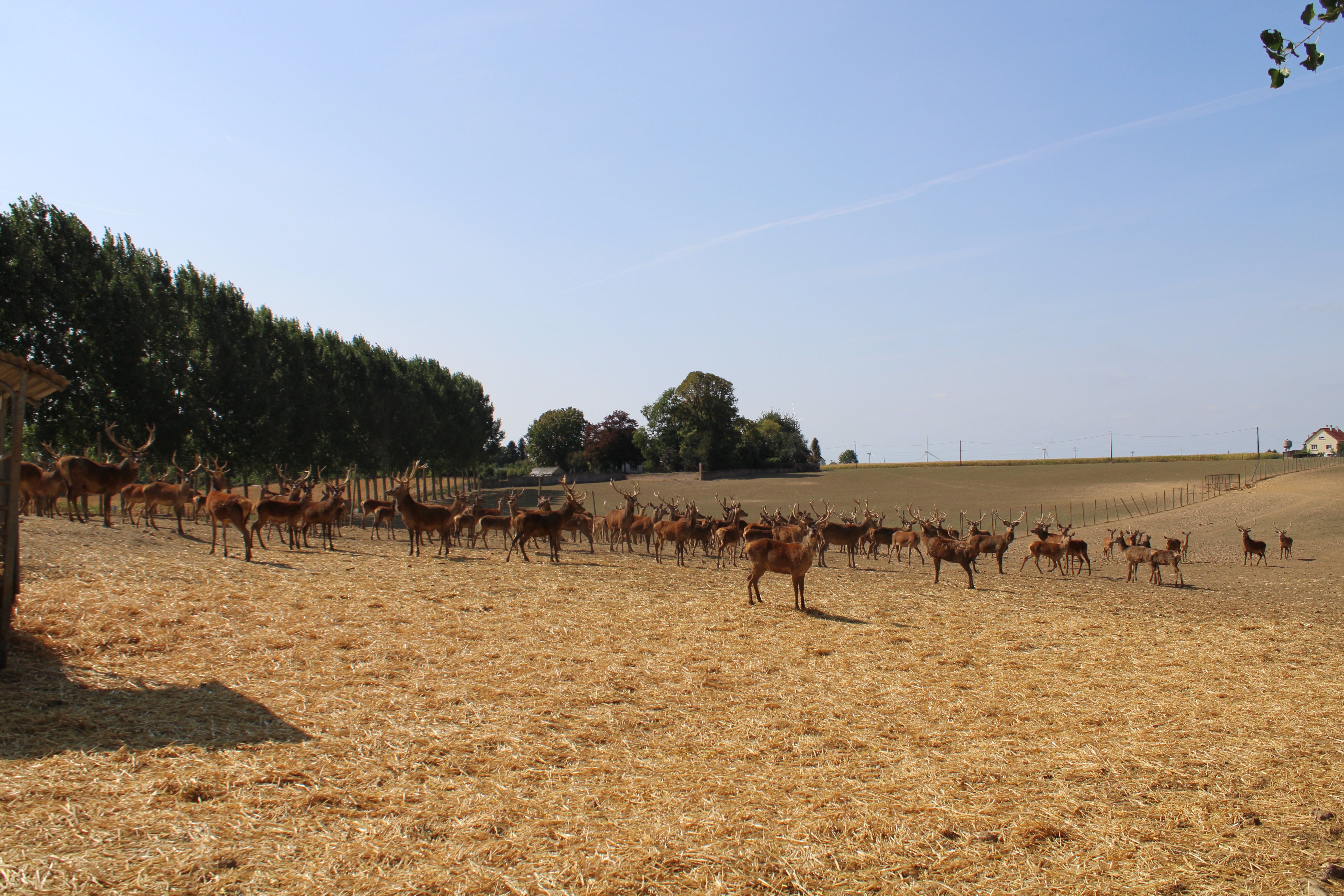
Elevage de cerfs au bord de la route de Marle..

L'évolution du nombre d'habitants est connue à travers les recensements de la population effectués dans la commune depuis 1793. Pour les communes de moins de 10 000 habitants, une enquête de recensement portant sur toute la population est réalisée tous les cinq ans, les populations de référence des années intermédiaires étant quant à elles estimées par interpolation ou extrapolation. Pour la commune, le premier recensement exhaustif entrant dans le cadre du nouveau dispositif a été réalisé en 2007.

En 2022, la commune comptait 187 habitants, en évolution de −2,09 % par rapport à 2016 (Aisne : −1,97 %, France hors Mayotte : +2,11 %).
| 1793 | 1800 | 1806 | 1821 | 1831 | 1836 | 1841 | 1846 | 1851 |
| ---- | ---- | ---- | ---- | ---- | ---- | ---- | ---- | ---- |
| 262  | 263  | 285  | 328  | 315  | 344  | 385  | 372  | 375  |

| 1856 | 1861 | 1866 | 1872 | 1876 | 1881 | 1886 | 1891 | 1896 |
| ---- | ---- | ---- | ---- | ---- | ---- | ---- | ---- | ---- |
| 352  | 348  | 371  | 394  | 407  | 393  | 402  | 401  | 374  |

| 1901 | 1906 | 1911 | 1921 | 1926 | 1931 | 1936 | 1946 | 1954 |
| ---- | ---- | ---- | ---- | ---- | ---- | ---- | ---- | ---- |
| 384  | 365  | 333  | 267  | 286  | 270  | 323  | 274  | 269  |

| 1962 | 1968 | 1975 | 1982 | 1990 | 1999 | 2006 | 2007 | 2012 |
| ---- | ---- | ---- | ---- | ---- | ---- | ---- | ---- | ---- |
| 283  | 239  | 190  | 158  | 169  | 196  | 186  | 184  | 194  |

| 2017 | 2022 | - | - | - | - | - | - | - |
| ---- | ---- | - | - | - | - | - | - | - |
| 187  | 187  | - | - | - | - | - | - | - |

## Lieux et monuments

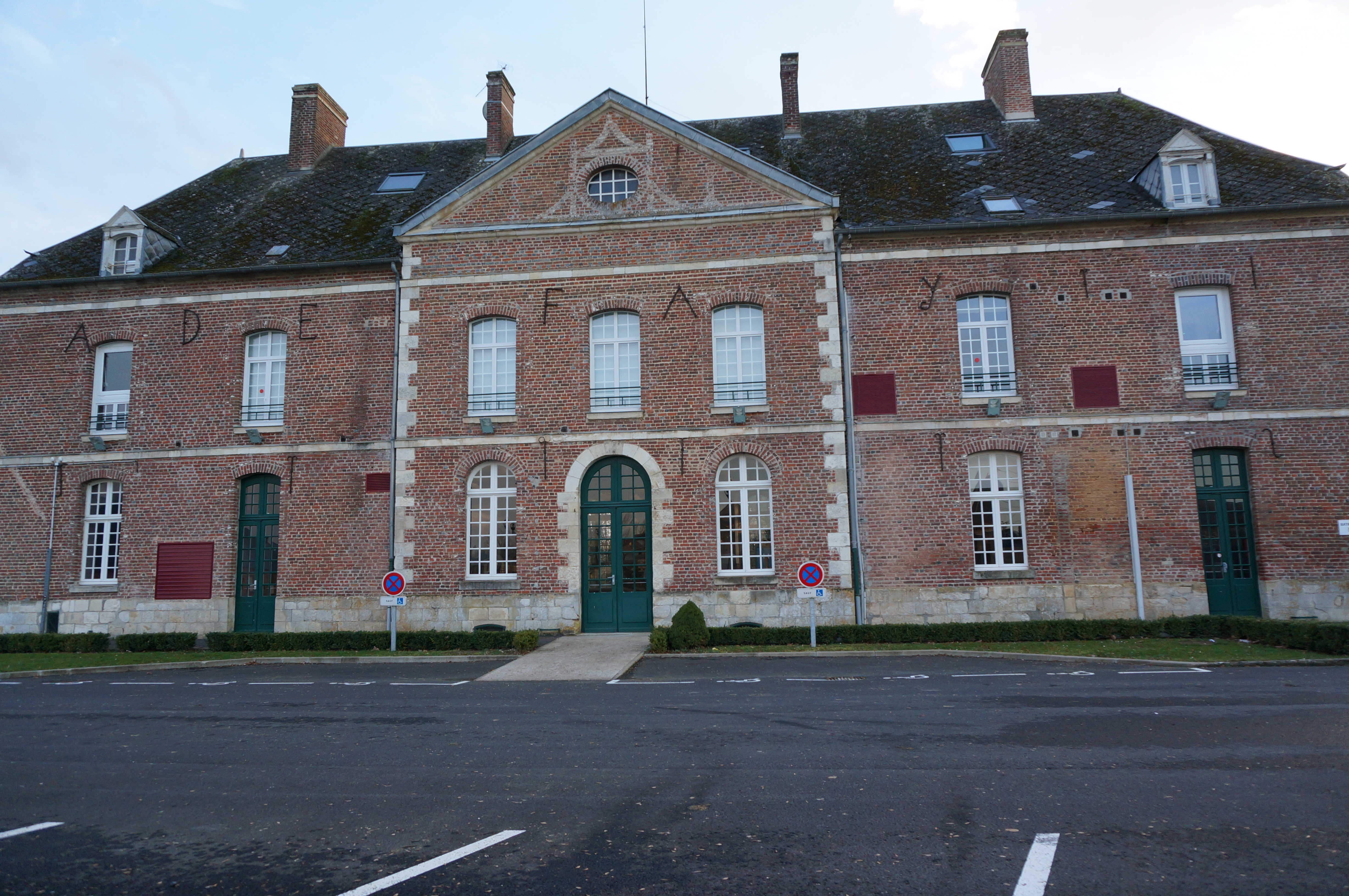
Le château de la fondation Savart.

- Église de la Vierge de La Neuville-Bosmont.